# Demerara-papagáj
A Demerara-papagáj (Pyrrhura egregia) a madarak osztályának papagájalakúak (Psittaciformes) rendjébe, a papagájfélék (Psittacidae) családjába tartozó faj.

## Rendszerezése
A fajt Philip Lutley Sclater angol ügyvéd és zoológus írta le 1881-ben, a Conurus nembe Conurus egregius néven.

## Alfajai
- Pyrrhura egregia egregia (P. L. Sclater, 1881)
- Pyrrhura egregia obscura Zimmer & W. H. Phelps, 1946[2]

## Előfordulása
Dél-Amerika északi részén, Brazília, Guyana és Venezuela területén honos. Természetes élőhelyei a szubtrópusi vagy trópusi hegyi esőerdők. Állandó, nem vonuló faj.

## Megjelenése
Átlagos testhossza 25 centiméter.

## Természetvédelmi helyzete
Az elterjedési területe kicsi, egyedszáma pedig csökkenő, de még nem érti el a kritikus szintet. A Természetvédelmi Világszövetség Vörös listáján nem fenyegetett fajként szerepel.